# جون كولين
جون كولين (بالإنجليزية: Jon Cullen)‏ (10 يناير 1973 بدورهام، إنجلترا في المملكة المتحدة - ) هو لاعب كرة قدم بريطاني في مركز الوسط. لعب مع شروزبري تاون وشيفيلد يونايتد ونادي بيتربورو يونايتد ونادي دونكاستر روفرز ونادي كارلايل يونايتد ونادي هارتلبول يونايتد ونادي هاليفاكس تاون ونيوكاسل بلوستار ‏ وMorpeth Town A.F.C. ‏ وسبنيمور يونايتد ‏ وسندرلاند نيسان ‏ ودارلينجتون إف سى.

## وصلات خارجية
- جون كولين على موقع Soccerbase.com (لاعب) (الإنجليزية)